# 비상 착륙 (1954년 영화)
〈비상 착륙〉(영어: The High and the Mighty)는 미국에서 제작된 윌리엄 A. 웰먼 감독의 1954년 재난 영화이다.

## 캐스팅

### 주연
- 존 웨인

### 조연
- 클레어 트레버

- 러레인 데이
- 로버트 스택 - 존 설리번 역
- 잰 스털링
- 필 해리스
- 로버트 뉴턴
- 데이비드 브라이언
- 줄리 미첨